# 東京ディズニーリゾート30周年“ザ・ハピネス・イヤー”
『東京ディズニーリゾート30周年“ザ・ハピネス・イヤー”』(とうきょうディズニーリゾート30しゅうねん ザ・ハピネス・イヤー、Tokyo Disney Resort 30th:“The Happiness Year”)は2013年4月15日から2014年3月20日にかけて、東京ディズニーリゾート (TDR) で開催されたアニバーサリーイベントである。2013年4月15日で東京ディズニーランド (TDL) が開園30周年を迎えるのを記念して、TDR全体でアニバーサリーイベントを行う。
“ザ・ハピネス・イヤー”のテーマは“ハピネス”（幸せ）。

## 内容
東京ディズニーリゾート全体で迎える2度目のアニバーサリーイベントとなった。
期間中パーク内は、「ハピネス・バルーン」と呼ばれる、ゲストの楽しい気持ちが形になって生まれたミッキーシェイプの風船をイメージしたデコレーションで彩られ、そのうちいくつかのデコレーションは、リゾート内で購入できる「ハピネスシェアペンダント」をかざすことで仕掛けが動く「ハピネスシェアスポット」となっていた。シンデレラ城もハピネス・バルーンのデコレーションに包まれ、夜になると、花火「ハピネス・オン・ハイ」の終演後など一日数回、イルミネーションショーを楽しむことができた。
また9月9日にはTDLで「マジカルドリームライト」が発売された。これは「東京ディズニーランド・エレクトリカルパレード・ドリームライツ」と連動し、パレードの進行に合わせて色が変化する仕掛けを持ったライトで、発売日の9月9日と、翌年の3月14日には「ディズニー　魔法のお手伝い」と称し、twitterでのTDR公式アカウントのフォロワー限定で、当選したゲストが同ライトをもって指定した鑑賞エリアに集まり、同ライトの視覚効果を最大限に高めるという販促イベントが行われた。
そして10月12日から14日にかけては、舞浜アンフィシアターを中心としたエリア一帯において、ウォルト・ディズニー・カンパニー主催のファンイベント「D23 Expo Japan」が日本で初めて開催され、東京ディズニーリゾートもTDR30年間の歴史を振り返るスペシャルエンターテインメントプログラム「Happiness Takes People」を披露した。
30周年期間を含む2013年度は、2パークを合わせた年間入場者数が初めて3,000万人を突破し、3,129万8000人を数え過去最多となったほか、ゲスト1人当たりの売り上げも11,076円と、同じく過去最高となった。
過去のアニバーサリーイベントと比較するとエンターテイメントの規模などが縮小されたものの、過去最高の売り上げ、入園者数を記録したことから、ファンからのネガティブな反応は否めないものの、経営手腕としては一定の評価を得た。

## 日程
東京ディズニーリゾート25thアニバーサリーのように日程をいくつかのステージに区切っていない。当初アニバーサリーのスケジュールが発表された段階では2014年1月から3月までイベントは設定されていなかったが、2013年3月に行われた第3四半期決算電話説明会にて、追加発表がある可能性が示唆されており、その後1‐3月にかけ開催される複数の特別プログラムの追加発表が行われている。
- 3月18日 - 6月30日 東京ディズニーシー (TDS)：スペシャルイベント『ミッキーとダッフィーのスプリングヴォヤッジ』
  - ステージショー『リドアイル・ウェルカム・トゥ・スプリング』
  - ステージショー『イースター・イン・ニューヨーク』
  - ステージショー『スプリングタイム・サプライズ』
- 4月15日 TDL：ニューデイパレード『ハピネス・イズ・ヒア』スタート
- 4月15日 TDS：『ハピネスグリーティング・オン・ザ・シー』スタート
- 4月15日 TDL・TDS：花火『ハピネス・オン・ハイ』スタート
- 5月7日 TDL：新アトラクション「スター・ツアーズ:ザ・アドベンチャーズ・コンティニュー」オープン
- 6月24日 - 7月7日　TDL：七夕のプログラム
  - パレードルート『七夕グリーティング』
- 7月8日 - 9月2日 TDL：スペシャルイベント『ディズニー夏祭り』
  - キャッスルショー『爽涼鼓舞 "THE EMBU"』
  - キャッスルショー『爽涼鼓舞 "THE FINAL"』
- 7月8日 - 9月2日 TDS：スペシャルイベント『ディズニー・サマーフェスティバル』
  - ハーバーショー『ミニーのトロピカルスプラッシュ』
- 9月9日 - 10月31日 TDL：スペシャルイベント『ディズニー・ハロウィーン』
  - スペシャルパレード『ハッピーハロウィーンハーベスト』
- 9月9日 - 10月31日 TDS：スペシャルイベント『ディズニー・ハロウィーン』
  - ハーバーショー『ハロウィーン・デイドリーム〜スケルトンズ・サプライズ』
  - ストリートグリーティング『チップとデールのスケルトン・フィエスタ』
  - スペシャルプログラム『スケルトンのストリートパーティー』
- 10月12日 - 10月14日 舞浜アンフィシアター／イクスピアリ他『D23 Expo Japan』
  - 東京ディズニーリゾート30周年スペシャルプログラム"Happiness Takes People"
- 11月7日 - 12月25日 TDL：スペシャルイベント『クリスマス・ファンタジー』
  - スペシャルパレード『ディズニー・サンタヴィレッジ・パレード』
- 11月7日 - 12月25日 TDS：スペシャルイベント『クリスマス・ウィッシュ』
  - ハーバーショー『ホリデーグリーティング・フロム・セブンポート』
  - ハーバーショー『カラー・オブ・クリスマス』『カラー・オブ・クリスマス〜アフターグロウ』
- 12月31日 - 1月1日 TDL/TDS：『カウントダウン・パーティー』2013 - 2014
- 1月1日 - 1月5日 TDL/TDS：お正月のプログラム
- 1月14日 - 3月20日 TDL/TDS：30thアニバーサリーフィナーレプログラム『HAPPINESS GOES ON!』
  - TDL：ハピネス・イズ・ヒア スペシャルバージョン(停止型)
  - TDL：スペシャルイベント「ディズニー・プリンセス～ようこそ、リトルプリンセス～」
  - TDS：特別プログラム「スウィート・ダッフィー」
  - TDS：「マイ・フレンド・ダッフィー」リニューアル(1月20日‐)
  - TDL：謎解きプログラム「魔法にかけられた夜の王国　奪われたハピネスを取り戻せ！」(1月19日、2月6日、2月13日)
  - TDS：特別プログラム「バレンタイン・ナイト2014」(1月23日 - 2月16日のうち15日間)

## 東京ディズニーリゾート30周年“ザ・ハピネス・ツアー”
ディズニーの仲間たちが全国30都市を訪問する。
- 4月7日 - 「静岡まつり」(静岡県静岡市)
- 同上     -  松山春まつり「お城まつり」(愛媛県松山市)
- 4月29日 - 「呉みなと祭」(広島県呉市)
- 5月5日 - 「浜松まつり」(静岡県浜松市)
- 5月19日 - 「福山ばら祭」(広島県福山市)
- 同上      - 「神戸まつり」(兵庫県神戸市)
- 5月20日 - 「酒田まつり」(山形県酒田市)
- 5月25日 - 「くろよんまつり」(長野県大町市)
- 6月1日 - 「第二回ふくしまフェスティバルin郡山」(福島県郡山市)
- 6月9日 - 「第22回YOSAKOIソーラン祭り」(北海道札幌市)
- 8月3日 - 「第26回わっしょい百万夏まつり」(福岡県北九州市)
- 8月4日 - 「第20回うらじゃ」(岡山県岡山市)
- 8月7日 - 「青森ねぶた祭」(青森県青森市)
- 8月14日 - 「第48回さぬき高松まつり」(香川県高松市)
- 8月25日 - 「にっぽんど真ん中祭り」(愛知県名古屋市)
- 9月13日 - 「おなごりフェスティバル」(秋田県能代市)
- 10月13日 -「津まつり」(三重県津市)